# ميلفيل ماركس روبنسون
ميلفيل ماركس روبنسون هو مسؤول رياضي وصحفي كندي، ولد في 8 أبريل 1888 في بيتيربوروغ في كندا، وتوفي في 6 يونيو 1974.